# Greg Brown (ishockeyspelare)
Gregory Curtis "Greg" Brown, född 7 mars 1968, är en amerikansk före detta professionell ishockeyspelare som tillbringade fyra säsonger i den nordamerikanska ishockeyligan National Hockey League (NHL), där han spelade för Buffalo Sabres, Pittsburgh Penguins och Winnipeg Jets. Han producerade 18 poäng (4 mål och 14 assists) samt drog på sig 86 utvisningsminuter på 94 grundspelsmatcher. Han spelade också på lägre nivåer för Rochester Americans i American Hockey League (AHL), San Diego Gulls och Cleveland Lumberjacks i International Hockey League (IHL), Kloten Flyers i Nationalliga A (NLA), Rögle BK och Leksands IF i Elitserien och HockeyAllsvenskan, EV Landshut och Kölner Haie i Deutsche Eishockey Liga (DEL), VEU Feldkirch i EBEL och Boston College Eagles (Boston College) i NCAA.
Brown draftades av Buffalo Sabres i andra rundan i 1986 års draft som 26:e spelaren totalt.
Han är bror till Doug Brown och farbror till Patrick Brown.

## Statistik
| 1984–1985         | St. Mark's School          | USHS              | 24  | 16 | 24 | 40  | 12  | —  | — | —  | —  | —  |
| 1985–1986         | St. Mark's School          | USHS              | 19  | 22 | 28 | 50  | 30  | —  | — | —  | —  | —  |
| 1986–1987         | Boston College Eagles      | NCAA              | 37  | 10 | 27 | 37  | 22  | —  | — | —  | —  | —  |
| 1987–1988         | USA:s herrishockeylandslag |                   | 55  | 6  | 29 | 35  | 22  | —  | — | —  | —  | —  |
| 1988–1989         | Boston College Eagles      | NCAA              | 40  | 9  | 34 | 43  | 24  | —  | — | —  | —  | —  |
| 1989–1990         | Boston College Eagles      | NCAA              | 42  | 5  | 35 | 40  | 42  | —  | — | —  | —  | —  |
| 1990–1991         | Buffalo Sabres             | NHL               | 39  | 1  | 2  | 3   | 35  | —  | — | —  | —  | —  |
|                   | Rochester Americans        | AHL               | 31  | 6  | 17 | 23  | 16  | 14 | 1 | 4  | 5  | 8  |
| 1991–1992         | Rochester Americans        | AHL               | 56  | 8  | 30 | 38  | 25  | 16 | 1 | 5  | 6  | 4  |
|                   | USA:s herrishockeylandslag |                   | 8   | 0  | 0  | 0   | 5   | —  | — | —  | —  | —  |
| 1992–1993         | Buffalo Sabres             | NHL               | 10  | 0  | 1  | 1   | 6   | —  | — | —  | —  | —  |
|                   | Rochester Americans        | AHL               | 61  | 11 | 38 | 49  | 46  | 16 | 3 | 8  | 11 | 14 |
| 1993–1994         | Pittsburgh Penguins        | NHL               | 36  | 3  | 8  | 11  | 28  | 6  | 0 | 1  | 1  | 4  |
|                   | San Diego Gulls            | IHL               | 42  | 8  | 25 | 33  | 26  | —  | — | —  | —  | —  |
| 1994–1995         | Winnipeg Jets              | NHL               | 9   | 0  | 3  | 3   | 17  | —  | — | —  | —  | —  |
| 1995–1996         | Rögle BK                   | Elitserien        | 22  | 4  | 7  | 11  | 24  | —  | — | —  | —  | —  |
|                   | Rögle BK                   | Allsvenskan       | 18  | 3  | 9  | 12  | 12  | 12 | 1 | 3  | 4  | 8  |
| 1996–1997         | Kloten Flyers              | NLA               | 46  | 3  | 12 | 15  | 37  | 4  | 1 | 1  | 2  | 2  |
|                   | VEU Feldkirch1             | EBEL              | 6   | 0  | 2  | 2   | 8   | —  | — | —  | —  | —  |
| 1997–1998         | EV Landshut                | DEL               | 43  | 1  | 17 | 18  | 4   | 6  | 2 | 4  | 6  | 12 |
| 1998–1999         | Kölner Haie                | DEL               | 41  | 4  | 20 | 24  | 30  | —  | — | —  | —  | —  |
| 1999–2000         | Kölner Haie                | DEL               | 56  | 2  | 12 | 14  | 32  | 10 | 0 | 4  | 4  | 8  |
| 2000–2001         | Kölner Haie                | DEL               | 42  | 4  | 10 | 14  | 36  | —  | — | —  | —  | —  |
| 2001–2002         | Leksand IF                 | Allsvenskan       | 31  | 8  | 15 | 23  | 73  | 10 | 3 | 6  | 9  | 14 |
| 2002–2003         | Leksand IF                 | Elitserien        | 30  | 2  | 8  | 10  | 32  | 5  | 1 | 0  | 1  | 10 |
| NHL totalt        | NHL totalt                 | NHL totalt        | 94  | 4  | 14 | 18  | 86  | 6  | 0 | 1  | 1  | 4  |
| AHL totalt        | AHL totalt                 | AHL totalt        | 148 | 25 | 85 | 110 | 87  | 46 | 5 | 17 | 22 | 26 |
| IHL totalt        | IHL totalt                 | IHL totalt        | 70  | 13 | 39 | 52  | 48  | —  | — | —  | —  | —  |
| NLA totalt        | NLA totalt                 | NLA totalt        | 46  | 3  | 12 | 15  | 36  | 4  | 1 | 1  | 2  | 2  |
| Elitserien totalt | Elitserien totalt          | Elitserien totalt | 52  | 6  | 15 | 21  | 56  | 5  | 1 | 0  | 1  | 10 |
| DEL totalt        | DEL totalt                 | DEL totalt        | 182 | 11 | 59 | 70  | 102 | 16 | 2 | 8  | 10 | 20 |
| NCAA totalt       | NCAA totalt                | NCAA totalt       | 119 | 24 | 96 | 120 | 88  | —  | — | —  | —  | —  |